# Sousa (gènere)
Sousa és un gènere de dofins que es caracteritzen per les gepes marcades i les aletes dorsals allargades que tenen els adults a l'esquena. Viuen a prop de la costa d'Àfrica occidental (espècie atlàntica) i a la costa de l'oceà Índic des de Sud-àfrica fins a Austràlia (espècie indopacífica).